# Svanemøllehallen
Svanemøllehallen, tidligere Svanemøllen Remise, er en sportshal beliggende i Københavns Kommune på Østerbro, hvor der dyrkes et væld af sportsaktiviteter.
Svanemøllehallen med det tilhørende idrætsanlæg ligger en smule tilbagetrukket fra Østerbrogade ved siden af Svanemøllen Station på adressen Østerbrogade 240.

## Hallens historie
Hallen blev bygget som sporvejsremisen Svanemøllen Remise i 1912 og fungerede som sådan indtil 1969, hvor den sidst husede linje 6, indtil denne omstilledes til busdrift. Herefter var den i nogle år blandt andet hjemsted for Sporvejshistorisk Selskabs museumsvogne. Siden 1975 har der været dyrket idræt i den 7.200 m² store hal.
Navnene "Svanemøllen Remise" og "Svanemøllehallen" har oprindelse i den daværende gamle mølle, Svanemøllen, som var placeret i området tæt på hallens nuværende beliggenhed. Møllen eksisterer ikke mere.
For et større millionbeløb gennemgik hallen i 2007 en større tiltrængt renovering, hvor sportsgulv og badfaciliteter blev væsentligt forbedret.

## Sportsgrene og klubber i Svanemøllehallen
- Squash (Svanen Squash)
- Boksning ( IK99 Bokseklub )
- tennis (Tennisklubben Ryvang)
- fodbold (B 93,  HB, Østerbro Idræts-Forening)
- håndbold (Team København)
- hockey
- badminton (bl.a. BMK-84)
- kampsport (Zento Kickboxing)
- aerobic
- dans
- gymnastik
- basketball
- volleyball
- ultimate